# Монтгомері (Массачусетс)
Монтгомері (англ. Montgomery) — місто (англ. town) в США, в окрузі Гемпден штату Массачусетс. Населення — 819 осіб (2020).

## Демографія
Згідно з переписом 2010 року, у місті мешкало 838 осіб у 330 домогосподарствах у складі 246 родин. Було 343 помешкання
Расовий склад населення:
| - 97,0 % — білих - 0,7 % — корінних американців - 0,4 % — азіатів |

До двох чи більше рас належало 1,8 %. Частка іспаномовних становила 1,2 % від усіх жителів.
За віковим діапазоном населення розподілялося таким чином: 18,7 % — особи молодші 18 років, 67,9 % — особи у віці 18—64 років, 13,4 % — особи у віці 65 років та старші. Медіана віку мешканця становила 46,7 року. На 100 осіб жіночої статі у місті припадало 101,4 чоловіків;  на 100 жінок у віці від 18 років та старших — 103,3 чоловіків також старших 18 років.
Середній дохід на одне домашнє господарство  становив 91 172 долари США (медіана — 74 000), а середній дохід на одну сім'ю — 102 600 доларів (медіана — 94 844). Медіана доходів становила 51 500 доларів для чоловіків та 52 422 долари для жінок. За межею бідності перебувало 3,7 % осіб, у тому числі 4,9 % дітей у віці до 18 років та 4,4 % осіб у віці 65 років та старших.
Цивільне працевлаштоване населення становило 464 особи. Основні галузі зайнятості: виробництво — 20,0 %, освіта, охорона здоров'я та соціальна допомога — 19,8 %, науковці, спеціалісти, менеджери — 11,2 %, роздрібна торгівля — 10,6 %.